# Radetići
 Radetići  (olaszul: Radetici) falu Horvátországban, Isztria megyében. Közigazgatásilag Tinjanhoz tartozik.

## Fekvése
Az Isztria középső részén, Pazintól 17 km-re, községközpontjától 8 km-re délnyugatra húzódó sziklás hegyvidéken fekszik.

## Története
A településnek 1880-ban 369, 1910-ben 481 lakosa volt. Az első világháború után a rapallói szerződés értelmében Isztria az Olasz Királysághoz került. A második világháború után Jugoszlávia része lett. Jugoszlávia felbomlása után 1991-ben a független Horvátország része lett. 2011-ben a falunak 211 lakosa volt. Lakói hagyományosan mezőgazdasággal és állattenyésztéssel foglalkoznak.

## Lakosság
| Lakosság változása | Lakosság változása | Lakosság változása | Lakosság változása | Lakosság változása | Lakosság változása | Lakosság változása | Lakosság változása | Lakosság változása | Lakosság változása | Lakosság változása | Lakosság változása | Lakosság változása | Lakosság változása | Lakosság változása | Lakosság változása |
| ------------------ | ------------------ | ------------------ | ------------------ | ------------------ | ------------------ | ------------------ | ------------------ | ------------------ | ------------------ | ------------------ | ------------------ | ------------------ | ------------------ | ------------------ | ------------------ |
| 1857               | 1869               | 1880               | 1890               | 1900               | 1910               | 1921               | 1931               | 1948               | 1953               | 1961               | 1971               | 1981               | 1991               | 2001               | 2011               |
| 0                  | 0                  | 369                | 380                | 403                | 481                | 0                  | 0                  | 482                | 452                | 366                | 299                | 267                | 251                | 233                | 211                |